# فلورنتون (مینه‌سوتا)
فلورنتون (به انگلیسی: Florenton) یک منطقهٔ مسکونی در ایالات متحده آمریکا است که در Wuori Township واقع شده‌است. فلورنتون ۶۰ نفر جمعیت دارد و ۴۳۸٫۹۲ متر بالاتر از سطح دریا واقع شده‌است.